# Corydalis gortschakovii
Corydalis gortschakovii là một loài thực vật có hoa trong họ Anh túc. Loài này được Schrenk mô tả khoa học đầu tiên năm 1841.